# 盤錦北駅
盤錦北駅（ばんきんきたえき）は、中華人民共和国遼寧省盤錦市盤山県甜水鎮にある、中国鉄路総公司（CR）の駅。瀋陽鉄道局所属の3等駅に設定されている。

## 乗り入れ路線
京哈線（秦瀋旅客専用線）と盤営旅客専用線の2路線が乗り入れている。

## 駅構造
相対式ホーム2面2線を持つ。中央の2線は通過線（本線）となっており、ホームに接しているのは副本線である。

## 駅周辺
- 澤昆超市
- 美美超市
- 甜水新城
- 盤錦北駅商貿経済区管委会
- 中国石油遼河技師学院
- 甜水郷政府

## 歴史
- 2004年 - 開業。

## 隣の駅
中国鉄路総公司
京哈線（秦瀋旅客専用線）
錦州南駅 - 盤錦北駅 - 台安駅
盤営旅客専用線
盤錦北駅 - 盤錦駅